# Adriana Behar
Adriana Brandão Behar (Rio de Janeiro, 14 de fevereiro de 1969) é uma ex-voleibolista brasileira que destacou-se como jogadora brasileira de voleibol de praia, sobretudo por sua longa parceria vitoriosa com Shelda Bedê, com quem conquistou centenas de medalhas e títulos.

## Vida
Adriana tem origem judaico-libanesa e nasceu na cidade do Rio de Janeiro em 14 de fevereiro de 1969. Na infância, sonhava em tornar-se patinadora artística e aos 10 anos entrou no mundo do esporte no Flamengo. Aos 16 anos, migrou ao voleibol de quadra, jogando profissionalmente na Itália por três temporadas antes de se dedicar ao vôlei de praia. De volta ao Brasil em 1992, sua transição ao vôlei de praia ocorreu em 1993. Formar-se-ia em educação física, mas não exerceria a profissão em decorrência de sua decisão de mudar ao vôlei de praia. Nos primeiros anos de sua carreira na modalidade, fez parceria com Margareth, Ana Richa (Circuito Brasileiro de 1993) e Magda (12 provas, entre 1993-1995) até que, em 11 de outubro de 1995, por sugestão da técnica Letícia Pessoa, concordou em formar par com a cearense Shelda Bedê. A dupla tornar-se-ia uma das duplas femininas de vôlei mais vitoriosas do Brasil, com mais de mil vitórias e 114 títulos conquistados. O primeiro título da dupla foi conquistado em 1996, quando venceram o Circuito Brasileiro e conquistariam várias posições no Circuito Mundial (bronze no Aberto do Rio de Janeiro, Maceió, Recife, Espinho, Ostende e Salvador e ouro no Aberto de Carolina e Jacarta). Em 1997, seriam bicampeãs do Circuito Brasileiro, venceriam novas posições no Circuito Mundial (bronze no Aberto de Osaca, prata no Aberto de Melbourne, Pescara e Espinho e ouro no Aberto de Marselha e Salvador). e conquistariam o bronze no Campeonato Mundial sediado em Los Angeles, Estados Unidos.
Em 1998, a dupla disputou o Circuito Brasileiro, conquistando a medalha de prata; os Jogos da Boa Vontade (Goodwill Games) sediados em Nova Iorque, conquistando ouro; e obtiveram novas posições no Circuito Mundial (prata no Aberto de Toronto e Marselha e ouro no Aberto do Rio de Janeiro, Vasto, Nova Iorque, Osaca, Dalian e Salvador). No ano seguinte, ingressariam Projeto Olímpico do Vasco, através do qual jogaram tuteladas pelo Club de Regatas Vasco da Gama. Nesse mesmo ano, seriam tricampeãs no Circuito Brasileiro, obteriam novas posições no Circuito Mundial (prata no Aberto de Toronto e ouro no Aberto de Acapulco, Marselha, Osaca, Dalian e Salvador) e conquistariam ouro nos Jogos Pan-Americanos de Winnipeg, Canadá, e no Campeonato Mundial de Marselha, na França. Em 2000, foram tetracampeãs no Circuito Brasileiro, obtiveram boa posições no Circuito Mundial (bronze no Aberto de Cálhari, prata no Aberto de Chicago, Marselha e Sidnei e ouro no Aberto de Osaca, Gstaad, Toronto e Rosarito) e a medalha de prata nos Jogos Olímpicos de Verão em Sidnei, na Austrália.
Em 2001, Adriana e Shelda tornar-se-iam pentacampeãs no Circuito Brasileiro, conquistariam mais posições no Circuito Mundial (bronze no Aberto de Cálhari, prata no Aberto Macau, Marselha, Espinho e Brisbane e ouro no Aberto de Gstaad, Grã-Canária, Klagenfurt, Osaca, Maoming, Honcongue e Fortaleza), seriam bicampeãs no Campeonato Mundial e obteriam prata nos Jogos da Boa Vontade de Brisbane, Austrália. Em 2002, obtiveram novas posições no Circuito Mundial (bronze no Aberto de Stavanger, prata no Aberto de Gstaad, Montreal e Klagenfurt e ouro no Aberto de Osaca e Maiorca) e seriam pentacampeãs no Circuito Brasileiro. Em 2003, obtiveram posições no Circuito Mundial (bronze no Aberto de Gstaad, Berlim, Stavanger, Marselha, Klagenfurt e prata no Aberto de Rodes, Osaca, Milão e Rio de Janeiro), foram hexacampeãs no Circuito Brasileiro e medalhistas de prata no Campeonato Mundial sediado no Rio de Janeiro. Em 2004, conquistaram mais posições no Circuito Mundial (bronze no Aberto de Rodes e Xangai, prata no Aberto de Fortaleza, Gstaad, Klagenfurt, Atenas e Rio de Janeiro e ouro no Aberto de Osaca, Berlim e Milão), foram heptacampeãs no Circuito Brasileiro e medalhistas de prata nos Jogos Olímpicos de Verão em Atenas, na Grécia. Em 2005, conquistaram posições no Circuito Mundial (bronze no Aberto de Osaca, Gstaad, Montreal e Atenas e prata no Aberto de Xangai e Bali) e foram medalhistas de prata no Circuito Brasileiro. Em 2006, também obtiveram posições no Circuito Mundial (bronze no Aberto de São Petersburgo e prata no Aberto de Stavanger e Marselha), mas foram obrigadas a abandonar a competição após a 11.ª etapa, pois no Aberto de Montreal Shelda caiu de mau jeito e rompeu o ligamento colateral medial do cotovelo direito, precisando permanecer fora das partidas pelo restante do ano. Adriana continuaria a competir ao longo do ano no Circuito Brasileiro ao lado de Tatiana Minello, campeã nos Jogos da Boa Vontade de 2001.
Em 2006, em dupla com Shelda, Adriana figurou no Guiness Book of Records como a jogadora de mais títulos conquistados no Circuito Mundial, um total de seis. Em 2007, novamente acompanhada por Shelda, obteve posições no Circuito Mundial (bronze no Aberto de Montreal e prata no Aberto de Varsóvia). Adriana aposentou-se do vôlei em 2008 e engajou-se no projeto Embaixadores do Esporte do Banco do Brasil junto com outros ex-jogadores do voleibol de quadra e passou a dar palestras, participar de feiras e realizar ações sociais ligadas a este projeto. Em 2009, integrou a delegação da primeira edição dos Jogos Sul-Americanos de Praia. Em 2010, junto com Shelda, entrou para o Volleyball Hall of Fame, a primeira vez que uma dupla recebeu uma nomeação conjunta para esta honraria internacional. No mesmo ano, atuou como chefe de elenco nos Jogos Olímpicos de Verão da Juventude sediados em Cingapura. Em 2012, tornou-se a única representante do Brasil na Comissão de Mulheres do Comitê Olímpico Internacional. Hoje é a presidente da Comissão Mulher no Esporte do Comitê Olímpico Brasileiro. É uma das 100 Mulheres da lista da BBC de 2017 e é a única atleta brasileira a fazer parte do International Jewish Sports Hall of Fame, ao lado de nomes do esporte como o nadador multicampeão olímpico norte-americano Mark Spitz e o ex-piloto de Fórmula 1 Jody Scheckter. No Circuito Brasileiro, foi homenageada como melhor bloqueadora (1998–2000) e melhor atacante (1999).

## Principais resultados
2007
/ – Circuito Mundial
2006
/ – Circuito Mundial
2005
/ – Circuito Mundial
 – Circuito Brasileiro
2004
 – Jogos Olímpicos – Atenas
// – Circuito Mundial
 – Circuito Brasileiro
2003
 – Campeonato Mundial – Rio de Janeiro
 – Circuito Mundial
 – Circuito Brasileiro
2002
 – Circuito Brasileiro
// – Circuito Mundial
2001
 – Campeonato Mundial – Klagenfurt
// – Circuito Mundial
 – Circuito Brasileiro
 – Jogos da Boa Vontade – Brisbane
2000
 – Jogos Olímpicos – Sydney
// – Circuito Mundial
 – Circuito Brasileiro
1999
 – Campeonato Mundial – Marselha
 – Jogos Pan-Americanos – Winnipeg
 – Circuito Mundial
 – Circuito Brasileiro
1998
/ – Circuito Mundial
 – Jogos da Boa Vontade – Nova Iorque
 – Circuito Brasileiro
1997
 – Campeonato Mundial – Los Angeles
// – Circuito Mundial
 – Circuito Brasileiro
1996
 – Circuito Brasileiro
/ – Circuito Mundial